# Abarenicola pacifica
Abarenicola pacifica är en ringmaskart som beskrevs av Healy och Wells 1959. Abarenicola pacifica ingår i släktet Abarenicola och familjen Arenicolidae. Inga underarter finns listade i Catalogue of Life.